# Grigore Răduică
Grigore Răduică (* 22. August 1926 in Băluța, Ponoarele, Kreis Mehedinți; † 2002 in Bukarest) war ein rumänischer Generalleutnant der Streitkräfte (Armata Română) sowie Politiker der Rumänischen Kommunistischen Partei PCR (Partidul Comunist Român), der unter anderem zwischen 1968 und 1974 Erster Vizeminister für Inneres sowie in Personalunion Erster Vizepräsident des Rates für Staatssicherheit war.

## Leben
Răduică besuch von 1933 bis 1940 die Primarschule und machte im Anschluss zwischen September 1941 und 1945 eine Berufsausbildung zum Dreher im Unternehmen Instalația Mecanică in Bukarest. Im Oktober 1944 trat er in die Uniunea Tineretului Comunist (UTC) ein, den Jugendverband der Rumänischen Kommunistischen Partei PCdR (Partidul Comunist din România), und war zwischen 1944 und dem 15. August 1946 Sekretär der UTC des Unternehmens Instalația Mecanică sowie zugleich Mitglied des Büros des dortigen Parteikomitees. Er arbeitete bis zum 15. August 1946 als Dreher in diesem Betrieb und trat im Januar 1946 der PCdR als Mitglied bei. Er war zwischen dem 15. August 1946 und 1948 Bildungsreferent des Parteikomitees im Bukarester Sektor 3 und besuchte danach 1948 die Parteischule von Bukarest, an der er im Anschluss für kurze Zeit als Lektor tätig war.
Im Oktober 1948 wurde Răduică Leutnant in der Bildungsabteilung der Politischen Hauptabteilung DSPA (Direcția Superioară Politică a Armatei) der Streitkräfte (Armata Română) und fand im Anschluss zwischen 1949 und 1950 Verwendung als Seminarleiter und Parteinstrukteur an der Schule der Militärpolizei in Breaza. Nachdem er 1950 Sekretär und Präsident einer Unterkommission zur Begutachtung von Parteimitgliedern an der Militärakademie und Militärschule war, war er zwischen Mai 1950 und 1953 Chef der Politabteilung des 1. Armeekorps sowie stellvertretender Chef der Politverwaltung der Militärregion 2. Im Anschluss fungierte er von 1953 bis Februar 1958 als Chef der Politverwaltung der Militärregion 2 und besuchte während dieser Zeit von 1953 bis 1954 auch einen akademischen Lehrgang an der Allgemeinen Militärakademie (Academia Militară Generală). Er war zwischen Februar 1958 und Oktober 1959 Mitglied des Militärrates der Militärregion 2 und absolvierte danach von Oktober 1959 bis 1962 einen Generalstabslehrgang an der Allgemeinen Militärakademie.
Am 7. Februar 1963 wurde Oberst Răduică Instrukteur einer Kadergruppe des Zentralkomitee (ZK) zur Kontrolle der Parteiarbeit im Ministerium für Nationale Verteidigung und im Innenministerium. Daran schloss sich eine Verwendung als Chef eines Kollektivs im Ministerium für Nationale Verteidigung an, ehe er von April 1964 bis 1965 stellvertretender Chef der ZK-Abteilung für die Kontrolle der Arbeit im Ministerium für Nationale Verteidigung, im Innenministerium und in der Justiz war. Am 10. August 1964 wurde er zum Generalmajor befördert und fungierte zwischen 1965 und dem 13. Juni 1968 als Chef der ZK-Abteilung für die Kontrolle der Arbeit im Ministerium für Nationale Verteidigung, im Innenministerium und in der Justiz. Danach fungierte er vom 13. Juni 1968 bis zum 23. November 1974 als Erster Vizeminister für Inneres sowie in Personalunion als Erster Vizepräsident des Rates für Staatssicherheit. Er wurde auf dem Zehnten Parteitag der PCR (6. bis 12. Oktober 1969) Mitglied des ZK der PCR und gehörte diesem Gremium bis zum 28. November 1974 an. 1969 wurde er zudem Mitglied der Großen Nationalversammlung (Marea Adunare Națională) und vertrat in dieser bis 1975 den Wahlkreis Nr. 2 Dorohoi.
Răduică, der im September 1973 zum Generalleutnant befördert wurde, war zwischen dem 23. November 1974 und dem 21. Februar 1977 stellvertretender Leiter der ZK-Abteilung für den Parteihaushalt. Auf dem Elften Parteitag der PCR (24. bis 27. November 1974) wurde er nur noch Kandidat des ZK und bekleidete diese Funktion bis zum 23. November 1979. Am 6. April 1977 schied er aus dem aktiven Militärdienst aus und wurde in die Reserve versetzt.

## Ehrungen und Auszeichnungen
Für seine langjährigen Verdienste wurde Răduică mehrfach ausgezeichnet und erhielt unter anderem 1951 den Stern der Volksrepublik Rumänien Fünfter Klasse (Ordinul Steaua Republicii Populare Române), 1953 den Stern der Volksrepublik Rumänien Vierter Klasse, 1959 den Orden 23. August Fünfter Klasse (Ordinul 23. August), 1964 den Orden der Arbeit Dritter Klasse (Ordinul Muncii), 1966 den Orden Tudor Vladimirescu Vierter Klasse (Ordinul Tudor Vladimirescu) sowie 1971 den Stern der Sozialistischen Republik Rumänien Zweiter Klasse (Ordinul Steaua Republicii Socialiste România)